# CS Unirea Jucu
Clubul Sportiv Unirea Jucu, cunoscut sub numele de Unirea Jucu, a fost un club de fotbal românesc cu sediul în Jucu, județul Cluj. 

## Istorie
Unirea Jucu a fost înființată în 1974 și a jucat timp de treizeci și nouă de ani la nivel de amatori, Liga a IV-a și Liga a V-a. 
În sezonul 2012–13 echipa a câștigat Liga a IV-a Cluj după ce a terminat pe locul 1 cu un punct în fața locului doi CFR Cluj II și  play-off-ul pentru promovare în Liga a III-a jucat împotriva campioanei județului Satu Mare, Someșul Cărășeu, 1–0, gol marcat de Mănășturean, pe teren neutru pe Stadionul Măgura din Șimleu Silvaniei. La lot au participat următorii jucători: Andrei Ursu – Daniel Moldovan, Tudor Oprean, C.Grigoroșcuță, Ștefan Contraș, Ciprian Suciu, George Cotuț, V. Sântejudean, Vlad Mănășturean, D. Pop, Cristian Loghin. Înlocuitori: Zsolt Torkos, R.Moț, Horațiu Popa, Paul Mocan, A. Anca.

### Liga III
În primele trei sezoane din Liga III, au terminat pe locul 8 (2013–14), pe locul 7 (2014–15) și pe locul 4 (2015–16). În vara lui 2016, clubul aproape s-a retras din Liga III după ce Comuna Jucu și-a retras unele finanțări, dar un nou investitor a cumpărat clubul și și-a stabilit un obiectiv ambițios, promovarea în Liga II terminând pe locul 4 la sfârșitul sezonului 2016–17.
În vara lui 2017, clubul a fost dizolvat din cauza unor probleme financiare, dar s-a reînființat în aceeași perioadă sub denumirea de Speranța Jucu și s-a înscris în liga a cincea.

## Palmares
Liga a III-a
- Locul 4 (2): 2015–16, 2016–17

 Liga a IV-a Cluj
Campioni (1): 2012–13